# اللانهاية الرقمية
اللانهاية الرقمية هي مصطلح تقني في علم اللغويات النظرية. يدعى أيضاً ب «اللانهاية المتقطعة» أو «الاستخدام اللانهائي للموارد المحدودة». الفكرة هي أن جميع اللغات البشرية تتبع مبدأ منطقيًا بسيطًا، والذي بموجبه يتم الجمع بين مجموعة محدودة من الخانات - وحدات صوتيه لا يمكن اختزالها - لإنتاج نطاق لا نهائي من التعبيرات التي من المحتمل أن تحمل المعنى المحتمل.

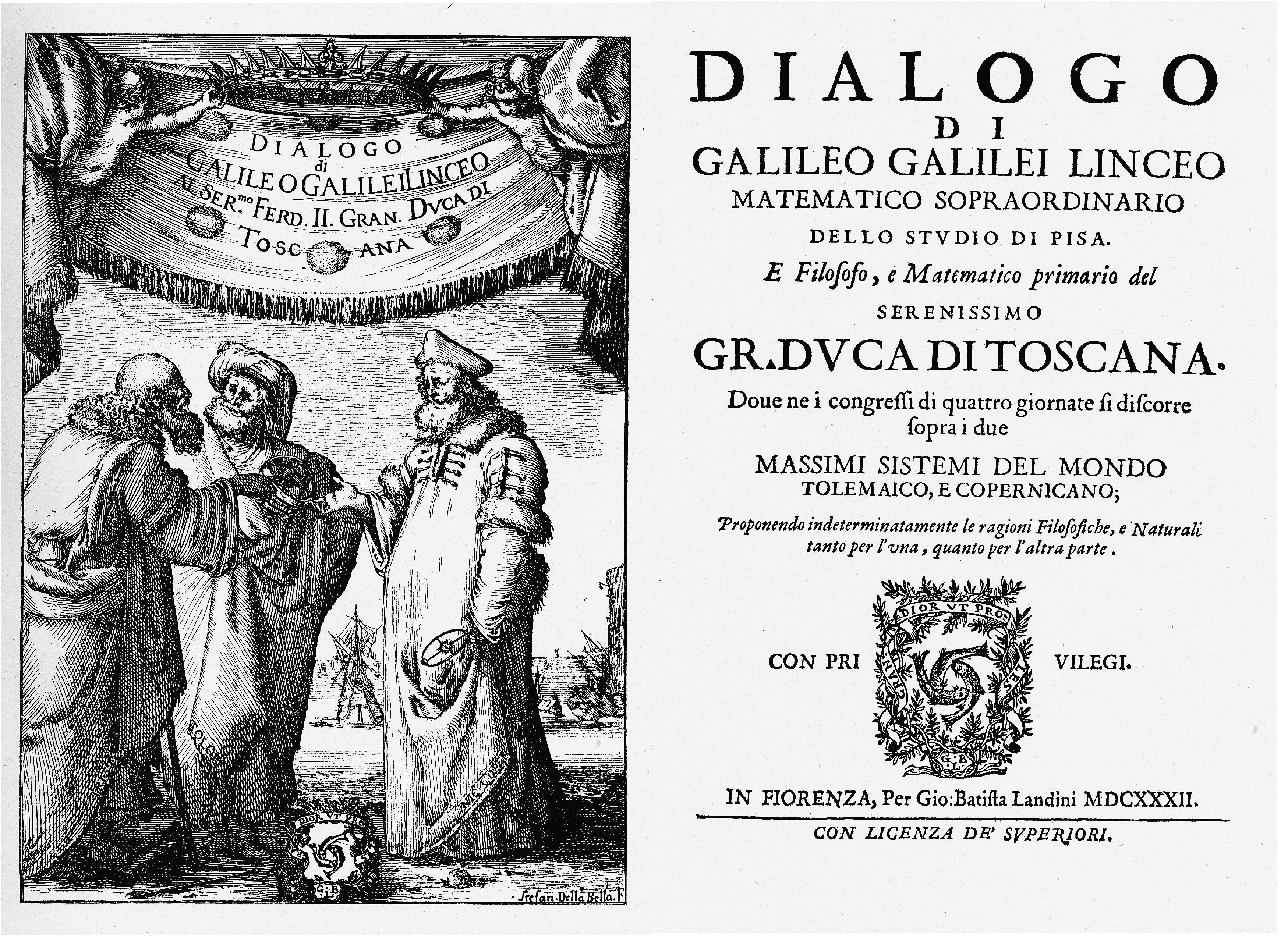
الغلاف الأمامي وصفحة العنوان لكتاب الحوار

يستشهد نعوم تشومسكي بجاليليو باعتباره ربما يكون أول من أدرك مغزى اللانهاية الرقمية. لاحظ تشومسكي إلى أن هذا المبدأ هو "جوهر اللغات البشرية، وأحد خصائصها المميزة: استخدام الموارد المحدودة للتعبير عن مجموعة غير محدودة من الأفكار". يصف جاليليو بإعجاب في كتابه "Dialogo" اكتشاف مورد للتواصل ب"أكثر الأفكار سرية إلى أي شخص آخر... دون صعوبة أكبر من عمليات التجميع لأربعة وعشرين رمز مختلف صغير على ورقة." يتابع جاليليو مشيرًا إلى أنه: "هذا هو أعظم الاختراعات البشرية، يمكن مقارنته فنون مايكل أنجلو".

## النظرية الحسابية للعقل
تتوافق اللانهاية الرقمية مع آلية القواعد اللغوية العالمية لنعوم تشومسكي، والتي تم تصورها كوحدة حسابية يتم إدخالها بطريقة ما إلى دماغ الإنسان غير الرقمي (الفَوضَوي). حيث يُنسب مفهوم الإدراك البشري - مركز ما يسمى بـ «الثورة المعرفية» في الخمسينيات والستينيات من القرن الماضي - عمومًا إلى آلان تورينج، الذي كان أول عالم يجادل بأن آلة من صنع الإنسان يمكن حقًا أن يقال إنها تفكر. لكن استنتاجه الذي غالبًا ما يُنسى كان يتماشى مع الملاحظات السابقة بأن الآلة التي «تفكر» ستكون غير معقولة، حيث لم يكن لدينا فكرة رسمية عن مفهوم التفكير - وما زلنا لا نملك فكرة عن هذا المفهوم حتى الآن. وأوضح تشومسكي أنه بينما يمكننا القول بأن العقل «يحسب» - حيث لدينا فكرة عن مفهوم الحساب وبعض الأدلة الجيدة على أن الدماغ يقوم بذلك إلى حد ما على الأقل - لا يمكننا مع ذلك الادعاء بأن جهاز كمبيوتر أو أي آلة أخرى من صنع الإنسان «تُفكر» لأنه ليس لدينا تعريف متماسك لمفهوم «التفكير». وقال تشومسكي بأخذ مثال بما يسمى «الوعي»: «ليس لدينا حتى نظريات سيئة» - مرددًا النقد الفيزيائي الشهير بأن النظرية «ليست خاطئة حتى.» ومن مقال تورينج عام 1950، «ماكينات الحوسبة والذكاء»، الذي نُشر في مجلة مايند، يقدم فيها تشومسكي مثالًا على غواصة يُقال إنها «تَسبح.» ومن الواضح أن تورينج سخر من هذه الفكرة. يقول فيها تشومسكي: «إذا كنت تريد تسمية هذه سِباحة، فلا بأس»، موضحًا بشكل متكرر في ورقة منشورة والفيديو كيف يُساء فهم تورينج باستمرار بشأن هذا، بواحدة من أكثر ملاحظاته الاستشهاد بها.
في الماضي رُفِضت فكرة أن الآلة يمكنها التفكير من قِبَل رينيه ديكارت باعتبارها مستحيلة نظريًا. وأصر على أنه لا الحيوانات ولا الآلات تستطيع التفكير، لأنها تفتقر إلى الروح التي وهبها الله. كان تورينج مدركًا جيدًا لهذا الاعتراض الإلاهي التقليدي ولكنه عارضه صراحةً.
تعتبر أجهزة الكمبيوتر الرقمية اليوم مبنية على نظرية تورينج في تصور إمكانية وجود آلة عالمية تُفكر من صنع الإنسان - تُعرف في الوقت الحاضر باسم «آلة تورينج». أوضح تورينج أنه لا توجد آلية فيزيائية يمكن أن تكون «رقمية» جوهربا، وإن فُحصت عن قرب يمكن أننستنج أن حالاتها المحتملة سوف تتغير بلا حدود. ولكن إذا كان من الممكن تجاهل معظم هذه الحالات بشكل مربح، مع ترك مجموعة محدودة فقط من الفروق ذات الصلة، فيمكن اعتبار آلية عمل الآلة «رقمية»: 
في الحقيقة إن «أنظمة العّد» غير موجودة فهي ليست أكثر من مجرد خيال ملائم، تعمل على مستوى مستقل تمامًا عن الكميات الفيزيائية في العالم المادي. في حالة أنظمة العد الثنائية في الآلات الرقمية يقتصر الاختيار في كل لحظة من الزمن إما على «إيقاف» أو «التشغيل». بشكل حاسم فإن الخصائص الجوهرية للوسط المادي يستخدم لتشفير الإشارات وليس لها تأثير على الرسالة المنقولة. يظل «الإيقاف» (أو «التشغيل») تبقى بدون تغيير بغض النظر عما إذا كانت الإشارة تتكون من دخان أو كهرباء أو صوت أو ضوء أو أي شيء آخر. أما في حالة النظام التناظري فهذا غير ممكن لأن مجال الحالات الممكنة غير محدود. علاوة على ذلك في الحالة الأنظمة التناظرية لا يهم أي وسط مادي يتم استخدامه، فمعادلة شدة معينة من الدخان مقابلة شدة معينة من الضوء أو الصوت أو الكهرباء أمر غير ممكن. بمعنى آخر فقط في حالة الحساب الرقمي والاتصالات الرقمية فإنه يمكن أن تكون المعلومات مستقلة حقًا عن الخصائص الفيزيائية أو الكيميائية أو غيرها من الخصائص للمواد المستخدمة في تشفير الرسائل ونقلها.

تعمل الحسابات والاتصالات الرقمية بشكل مستقل عن الخصائص الفيزيائية للآلة الحاسبة. عندما استوعب العلماء والفلاسفة خلال خمسينيات القرن العشرين الآثار المترتبة، استغلوا الأمر لشرح سبب في أن «العقل» يعمل على مستوى مختلف تمامًا عن «المادة». حسب تصنيف ديكارت أنه يمكنا فهم الفرق بين «الروح» الخالدة «والجسم» الفاني، وأتبعه تورنج، أن هذا الفرق يمكن تمثيله ب الفرق بين المعلومات (المشفرة رقميًا) من ناحية، ومن ناحية أخرى الوسط المادي المحدد - الضوء والصوت أو الكهرباء أو أي شيء آخر - الذي يتم اختياره لنقل الإشارات المكافئة. لاحظ أن الافتراض الديكارتي أن استقلال العقل عن المادة - في حالة الإنسان على الأقل - يتضمن وجود نوع من الكمبيوتر الرقمي يعمل داخل الدماغ البشري.

## جهاز رقمي
لم يزعم تورينج أن العقل البشري هو حقاً كمبيوتر رقمي. ولكنه اقترح أن أجهزة الكمبيوتر الرقمية قد تكون مؤهلة يومًا ما في عيون البشر على لأن تعتبر آلات تتمتع بـ «العقل». ومع ذلك، لم يمض وقت طويل قبل أن يتخذ الفلاسفة (وعلى الأخص هيلاري بوتنام) ما بدا أنه الخطوة المنطقية التالية - بحجة أن العقل البشري نفسه هو كمبيوتر رقمي، أو على الأقل أن بعض الوحدات العقلية يمكن فهمها على أفضل وجه بهذه الطريقة.
برز نعوم تشومسكي إلى الصدارة كواحد من أكثر أبطال هذه «الثورة المعرفية» جرأة. اقترح أن اللغة هي «وحدة» حسابية أو «جهاز» خاص بالدماغ البشري. في السابق كان اللغويون يعتبرون اللغة سلوكًا ثقافيًا مكتسبًا: متغير بشكل عشوائي، لا ينفصل عن الحياة الاجتماعية وبالتالي خارج اختصاص العلوم الطبيعية. على سبيل المثال عرّف اللغوي السويسري فرديناند دي سوسير (Ferdinand de Saussure) علم اللغويات على أنها فرع من «علم الرموز والإشارات»، وبالتالي لا يمكن فصله عن الأنثروبولوجيا وعلم الاجتماع، ودراسة المعاهدات والمؤسسات التي صنعها الإنسان. ولكن وعد تشومسكي بجلب الدقة العلمية في علم اللغويات بإعتبارها فرع من العلوم الطبيعية البحتة، وذلك من خلال تصوّر اللغة على أنها الآلية الطبيعية لـ «اللانهاية الرقمية».
في الخمسينيات من القرن الماضي، كان علم الأصوات يعتبر عمومًا أكثر الفروع العلمية صرامة في علم اللغويات. وبالنسبة لعلماء الأصوات، أصبحت «اللانهاية الرقمية» ممكنة بواسطة الجهاز الصوتي البشري الذي تم تصوره كنوع من الآلات التي تتكون من عدد صغير من المفاتيح الثنائية. على سبيل المثال يمكن تشغيل «الصوت» أو إيقافه، كما هو الحال مع الإمساك بالذوق والأنف وما إلى ذلك. خذ الحرف الساكن [b] على سبيل المثال، وقم بتبديل الصوت إلى وضع «الإيقاف» وستحصل على [p]. يمكن بهذه الطريقة إنشاء كل صوت محتمل في أي لغة من لغات العالم عن طريق تحديد أن يكون الصوت بوضع التشغيل/ الإيقاف للمفاتيح («أعضاء النطق») التي تشكل الجهاز الصوتي البشري. أصبح هذا النهج اشتُهر باعتباره نظرية «السمات المميزة»، ويُنسب الفضل الأكبر إلى اللغوي الروسي والعالم متعدد الثقافات رومان جاكوبسون. كانت الفكرة الأساسية هي أن كل صوت في كل لغة طبيعية يمكن من حيث المبدأ اختزاله إلى مكوناته الأساسية الغير قابلة للاختزال - مجموعة من خيارات «التشغيل» أو «الإيقاف» («السمات المميزة») التي بتصميم جهاز رقمي يتكون من لسان الإنسان والحنك والشفتين والحنجرة وما إلى ذلك.
كان عمل تشومسكي الأصلي في علم التشكل. وخلال الخمسينيات من القرن العشرين استوحى إلهامه من احتمالية توسيع نهج رومان جاكوبسون «للسمات المميزة» - والذي أصبح الآن ناجحًا بشكل كبير - إلى ما هو أبعد من مجال تطبيقه الأصلي. كان جاكوبسون قد أقنع بالفعل بعلم الأنثروبولوجيا الاجتماعية الشاب - كلود ليفي شتراوس - لتطبيق نظرية السمات المميزة لدراسة أنظمة القرابة، وبهذه الطريقة استحداث «الأنثروبولوجيا الهيكلية». كان تشومسكي - الذي حصل على وظيفته في معهد ماساتشوستس للتكنولوجيا بفضل تدخل جاكوبسون وتلميذه موريس هالي - يأمل في استكشاف المدى الذي يمكن فيه تطبيق مبادئ المماثلة على مختلف التخصصات الفرعية في علم اللغويات، بما في ذلك النحو وعلم الدلالات. إذا كان المكون الصوتي للغة متجذرًا بشكل واضح في «عضو» أو «جهاز» بيولوجي رقمي، فلماذا لا يتم أيضًا تكوين المكونات النحوية والدلالات؟ ألا يمكن أن تكون اللغة ككل عضواً رقميًا أو جهازًا رقميًا؟
قاد هذا بعض طلاب تشومسكي الأوائل إلى فكرة «الدلالات التوليدية» - الاقتراح بأن يولد المتحدث معاني الكلمات والجمل من خلال الجمع بين العناصر الغير قابلة للاختزال، والتي يمكن التحكم بكل منها ك «تشغيل» أو «إيقاف» لإنتاج كلمة «بكالوريوس»، باستخدام هذا المنطق، يجب على المكون ذي الصلة من الدماغ وضع مفتاح «التحريك» و «بشري» و «ذكر» إلى وضع «تشغيل» (+) مع الإبقاء على وضع مفتاح «متزوج» مغلقًا (-). الافتراض الأساسي هنا هو أن الأساسيات المفهومة المطلوبة - المفاهيم غير القابلة للاختزال مثل «تحريك» و «ذكر» و «إنسان» و «متزوج» وما إلى ذلك - هي مكونات داخلية محددة وراثيًا لعضو اللغة البشرية. في حين أن هذه الفكرة ستواجه بسرعة صعوبات فكرية - مما أثار الخلافات التي بلغت ذروتها فيما يسمى بـ «الحروب اللغوية» كما هو موصوف في منشور راندي ألن هاريس عام 1957 بهذا باسم الحروب اللغوية. جذبت الحروب اللغوية العلماء الشباب والطموحين الذين أعجبهم ظهور علوم الكمبيوتر مؤخرًا ووعده بالبخل العلمي والتوحيد. إذا نجحت هذه النظرية فسيتم تطبيق المبادئ البسيطة لللانهاية الرقمية على اللغة ككل. عندئذٍ قد يطالب علم اللغويات بالمكانة المرغوبة في العلم الطبيعي. لا يحتاج أي جزء من النظام - ولا حتى الدلالات - «للتلوث» بعد الآن من خلال الارتباط مع مثل هذه التخصصات «غير العلمية» مثل الأنثروبولوجيا الثقافية أو العلوم الاجتماعية.  :3